# 竹园镇 (井研县)
竹园镇是中华人民共和国四川省乐山市井研县下辖的一个镇，面积43.22平方公里，下辖1个居委会和7个村委会，人口20476人。2019年12月，撤销石牛乡和胜泉乡，将其所属行政区域划归竹园镇管辖。

## 行政区划
竹园镇下辖以下地区：
竹园街社区、烈士村、通光村、大坪村、桥湾村、广新村、高石坎村和德艮村。